# Château d'Opme
Le château d'Opme est situé dans le département du Puy-de-Dôme en région Auvergne-Rhône-Alpes, au lieu-dit d'Opme situé sur la commune de Romagnat. Le château et les jardins sont visitables de Pâques à la Toussaint.

## Localisation
Le château d'Opme avait pour rôle de commander le col ou passait la voie gallo-romaine de Clermont-Ferrand au Puy-en-Velay.

## Historique
Le château, construit vers la fin du XIe siècle, est bâti autour d'une cour intérieure et le logis est flanqué de cinq tours dont trois subsistent désormais.
Au XIIIe siècle un donjon carré a remplacé une des tours d'angle.
En 1381, durant la guerre de Cent Ans, le château est pris par les Anglais. Il sera repris en 1393 par les Français commandés par les maréchaux Jean II Le Meingre, dit Boucicaut et Louis de Sancerre qui en libérant la forteresse de la Roche-Donnezat, située sur la commune de la Roche-Blanche, boutent définitivement les godons de l'Auvergne.
En 1612, sous le règne de Louis XIII, Antoine de Ribeyre, trésorier de France, devient propriétaire du château et transforme partiellement cette forteresse austère, en créant une entrée d'honneur, un escalier intérieur, de larges fenêtres à meneau. La famille Ribeyre ajoute deux jardins en terrasse, l'un avec un grand bassin circulaire, l'autre avec une fontaine Renaissance, attribuée à Androuet du Cerceau.
Après l'armistice de 1940 le général Jean de Lattre de Tassigny y séjourne lorsqu'il créé une école de cadres militaires.
Le château et les jardins sont classés respectivement au titre des monuments historiques le 6 septembre 1916 et le 6 novembre 1969 ; la ferme et le réservoir sont inscrits en 2010. Les jardins bénéficient également du label Jardin remarquable depuis 2004.

Le château d'Opme et ses jardins.
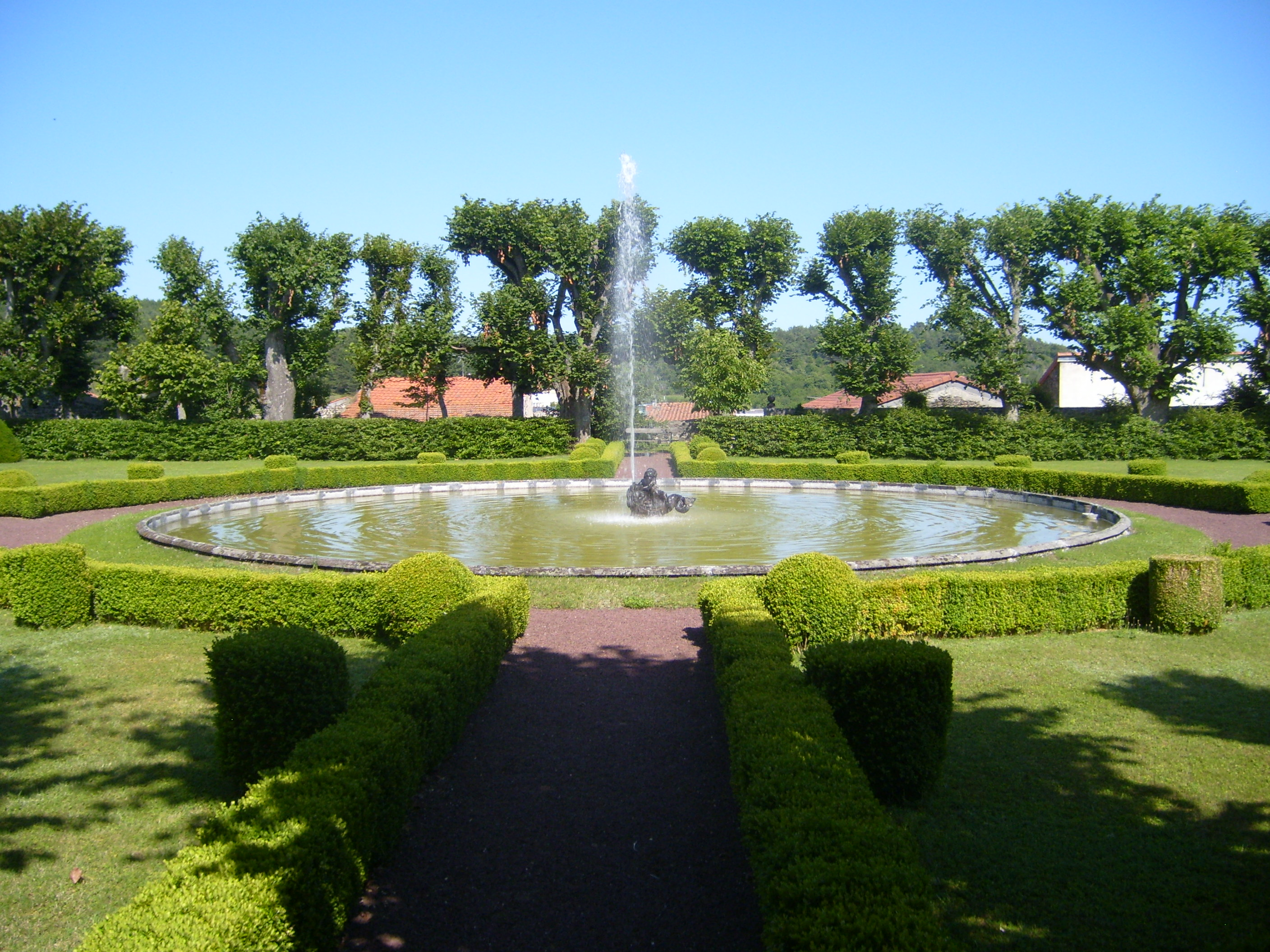
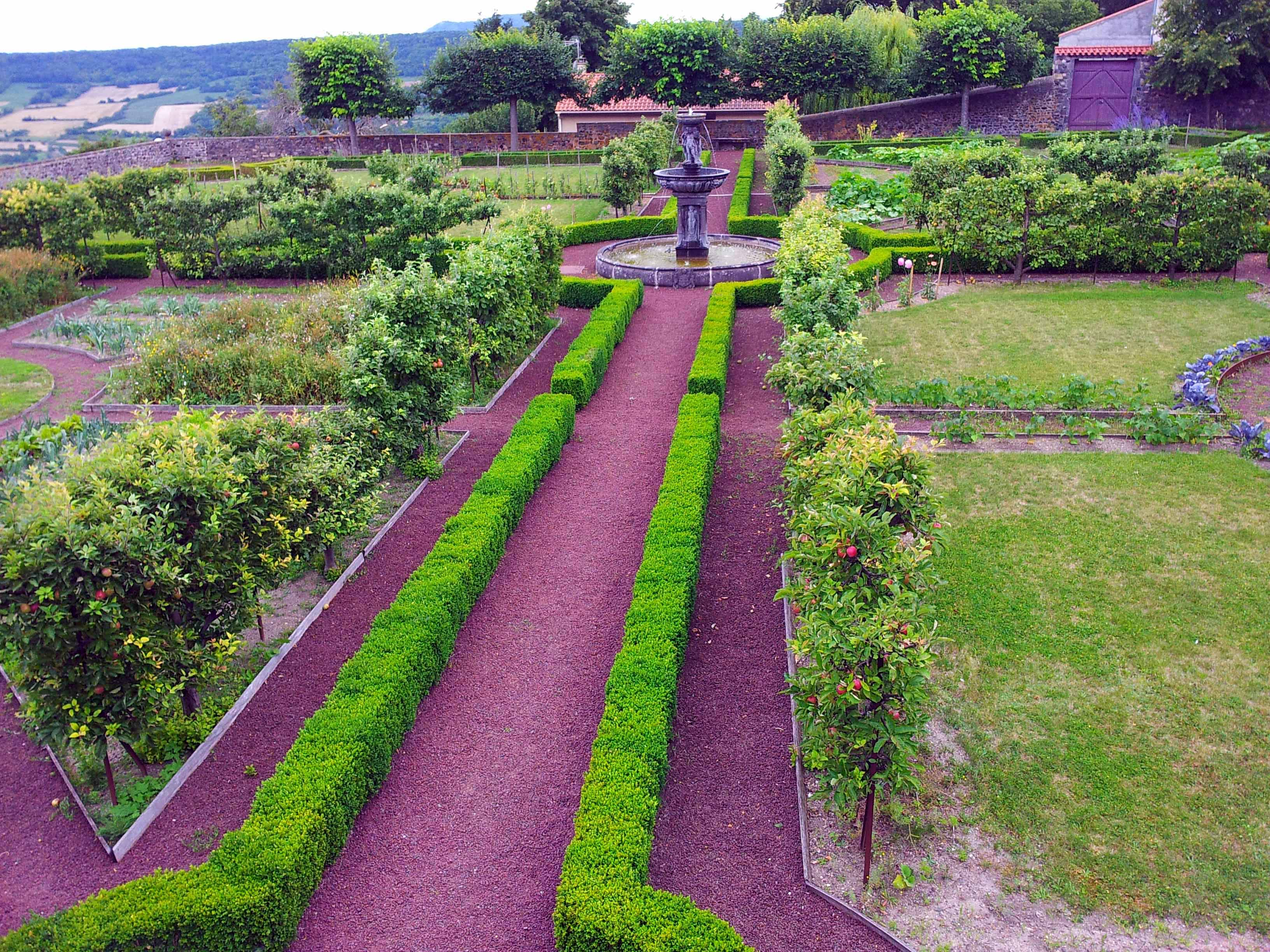
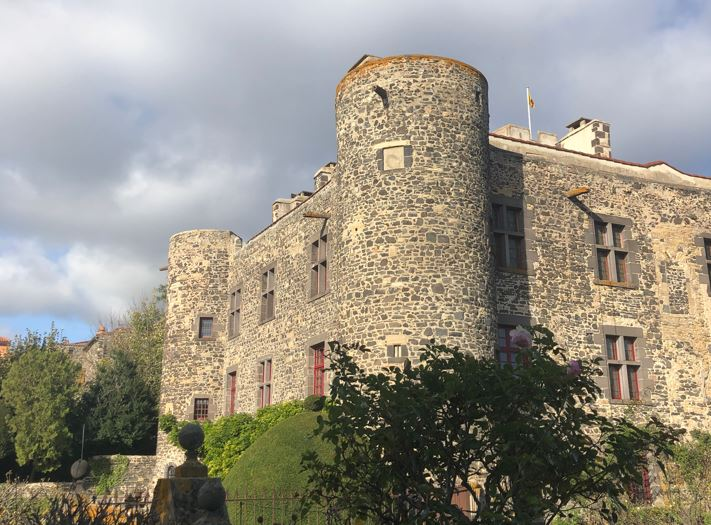
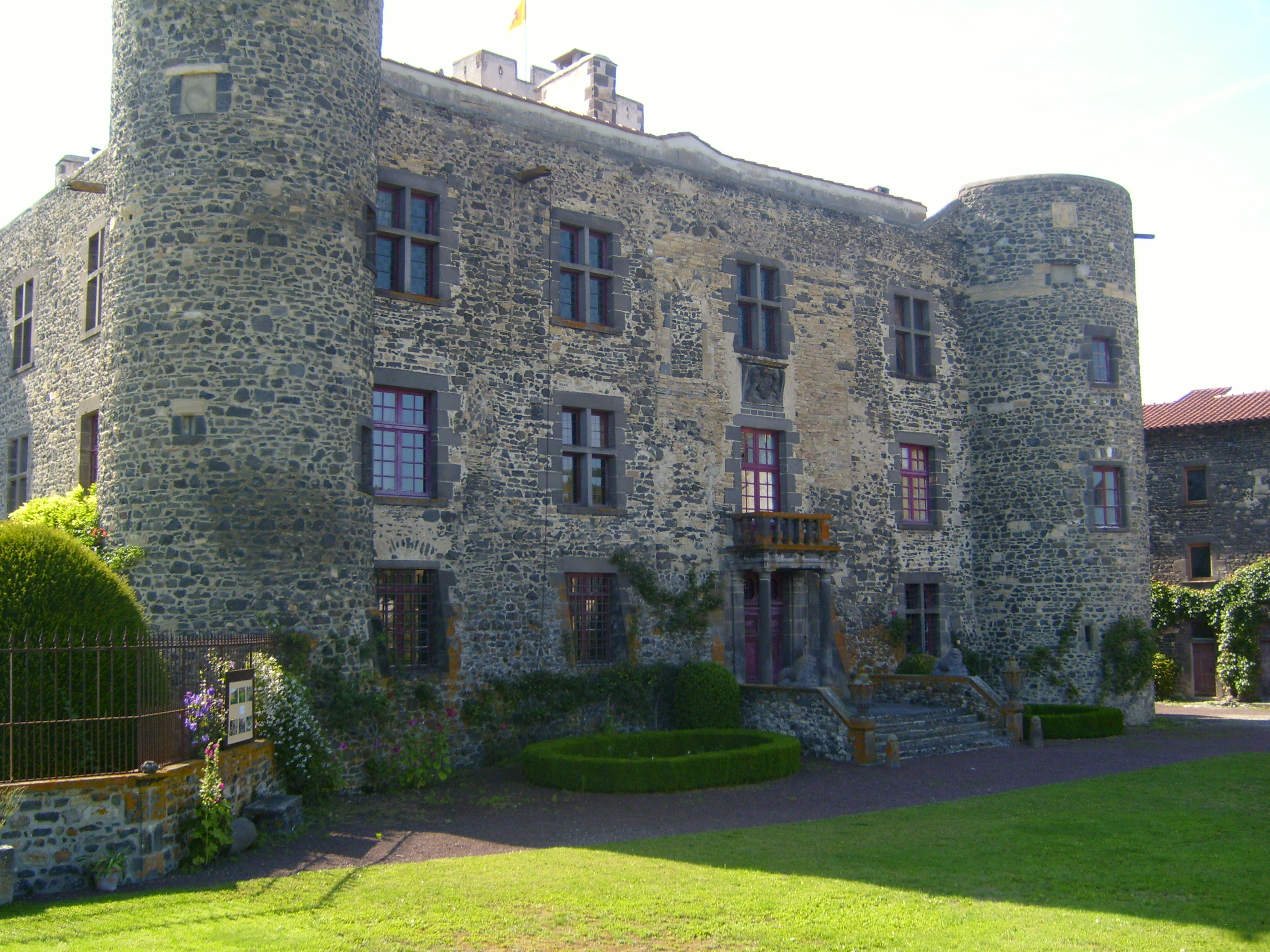

## Liste des familles du fief puis du château d'Opme

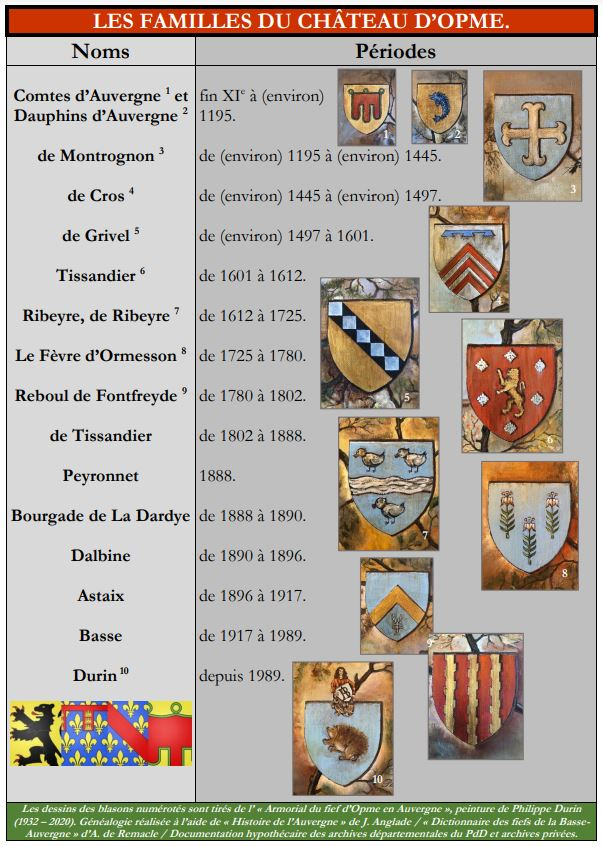
Panneau reprenant les familles qui se sont succédé sur le fief d'Opme puis au château d'Opme. Ce panneau est exposé dans l'un des salons ouverts à la visite.

Comtes d'Auvergne, dauphins d'Auvergne : fin XIe à (environ) 1195.
de Montrognon : d'environ 1195 à environ 1445.
de Cros : d'environ 1445 à environ 1497.
de Grivel : d'environ 1497 à 1601.
Tissandier : de 1601 à 1612.
Ribeyre, de Ribeyre : de 1612 à 1725.
Le Fèvre d'Ormesson : de 1725 à 1780.
Reboul de Fontfreyde : de 1780 à 1802.
de Tissandier : de 1802 à 1888.
Peyronnet : 1888.
Bourgade de La Dardye : de 1888 à 1890.
Dalbine : de 1890 à 1896.
Astaix : de 1896 à 1917.
Basse : de 1917 à 1989.
Durin : depuis 1989.

## Musée
Le château a ouvert en 1993, dans la cour intérieure, un musée consacré à Jean de Lattre de Tassigny, maréchal de France, qui y a séjourné entre 1940 et 1941 pour créer l'école des cadres militaires d'Opme.